# Медаль за відмінну поведінку в складі Резерву (США)

Медаль за відмінну поведінку армії

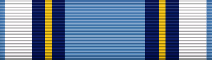
Медаль за відмінну поведінку ПС

Медаль за відмінну поведінку Корпусу морської піхоти

Медаль за відмінну поведінку ВМС

Медаль за відмінну поведінку Берегової охорони

Меда́ль за відмі́нну поведі́нку в складі Резерву (США) (англ. Reserve Good Conduct Medal) — військова нагорода США.
Медаль за відмінну поведінку у складі Резерву одна медалей Збройних Сил США, які призначені для заохочення особового складу, який проходить військову службу у складі Резерву та Національної Гвардії ЗС США.